# Ugo Frigerio
Pour les articles homonymes, voir Frigerio.

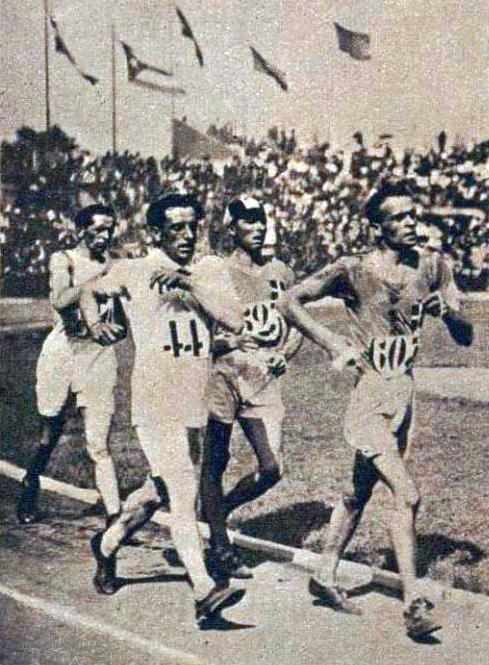
Ugo Frigerio, vainqueur du 10 kilomètres marche aux JO de 1924.

Ugo Frigerio, né le 16 septembre 1901 à Milan et mort le 7 juillet 1968 à Garda, était un athlète italien, qui s'illustra lors des Jeux olympiques dans les années 1920 et 1930.

## Biographie
Lors des Jeux olympiques de 1920, Ugo Frigerio devint double champion olympique du 3 000 m et du 10 km marche. Ces deux médailles furent les premières médailles d'or olympiques pour l'Italie en athlétisme.
Puis, il devint à nouveau champion olympique sur 10 km en 1924 et aux Jeux de 1932, il remporta la médaille de bronze sur 50 km marche. Il a été deux fois porte-drapeau olympique (en 1924 et en 1932), seul Italien en ce cas avec l'escrimeur Edoardo Mangiarotti.

## Hommage
Le 7 mai 2015, en présence du président du Comité national olympique italien (CONI), Giovanni Malagò, a été inauguré  le Walk of Fame du sport italien dans le parc olympique du Foro Italico de Rome, le long de Viale delle Olimpiadi. 100 tuiles rapportent chronologiquement les noms des athlètes les plus représentatifs de l'histoire du sport italien. Sur chaque tuile figure le nom du sportif, le sport dans lequel il s'est distingué et le symbole du CONI. L'une de ces tuiles lui est dédiée .

## Palmarès

### Jeux olympiques d'été
- Jeux olympiques 1920 à Anvers ( Belgique) : 
  -  Médaille d'or sur 3 000 m marche
  -  Médaille d'or sur 10 km marche
- Jeux olympiques 1924 à Paris ( France) : 
  -  Médaille d'or sur 10 km marche
- Jeux olympiques 1932 à Los Angeles ( États-Unis) : 
  -  Médaille de bronze sur 50 km marche